# Шпунар, Ян
Ян Шпунар (пол. Jan Szpunar; 30 октября 1952, пос. Косьцелиско, Татровский повят, Малопольское воеводство, ПНР — 17 марта 2017) — польский биатлонист, бронзовый призер чемпионата мира по биатлону в Антерсельве (1975), участник зимних Олимпийских игр в Инсбруке (1976) .

## Спортивная карьера
Выступал за клуб «Легия» (Закопане).
Первого успеха на международной арене добился в 1972 г., когда выиграл золотую медаль в эстафете на чемпионате мира среди юниоров во французском Линтале. На чемпионате мира среди юниоров, проходившем год спустя в американском Лейк-Плэсиде выиграл индивидуальную гонку и эстафету, став первым в истории польским чемпионом мира среди юниоров в личном зачете.
На чемпионате мира по биатлону в итальянской Антерсельве (1975) выиграл бронзовую медаль в эстафете 4 х 7,5 км. В индивидуальной гонке занял 24-е, а в спринте — 16-е место.
Принимал участие в Олимпийских играх в Инсбруке (1976), занял 19-е место в индивидуальной гонке и 12-е место в эстафете.
Победитель национального первенства ПНР в индивидуальной гонке (1974). 